# John Holloway (Leichtathlet)
John Holloway (* 9. Dezember 1878 in Cappauniac, County Tipperary; † 15. Oktober 1950 in Topeka, Vereinigte Staaten) war ein irischer Zehnkämpfer.

## Biografie
John Holloway kam in Cappauniac zur Welt und zog als Jugendlicher nach Fethard, wo er auf der Farm seines Onkels arbeitete. Dort trat er den Fethard Blues, einer Gaelic-Football-Mannschaft, bei. Er spezialisierte sich mit der Zeit auf den Stabhochsprung. 1904 wanderte Holloway in die Vereinigten Staaten aus und trat der Greater New York Irish-American Athletic Association (GNYIAAA) bei. Für das Vereinigte Königreich Großbritannien und Irland startend wurde er bei den Olympischen Spielen 1904 in St. Louis Vierter des Zehnkampf-Wettbewerbs. Nach den Olympischen Spielen ließ sich Holloway in der Nähe von St. Louis nieder, arbeitete für eine Lebensversicherung und trat dem Missouri Athletic Club bei. Seine Enkelin Kitty Sullivan wurde Schauspielerin und heiratete den Schauspieler Milo O’Shea.